# Johannes Draaijer

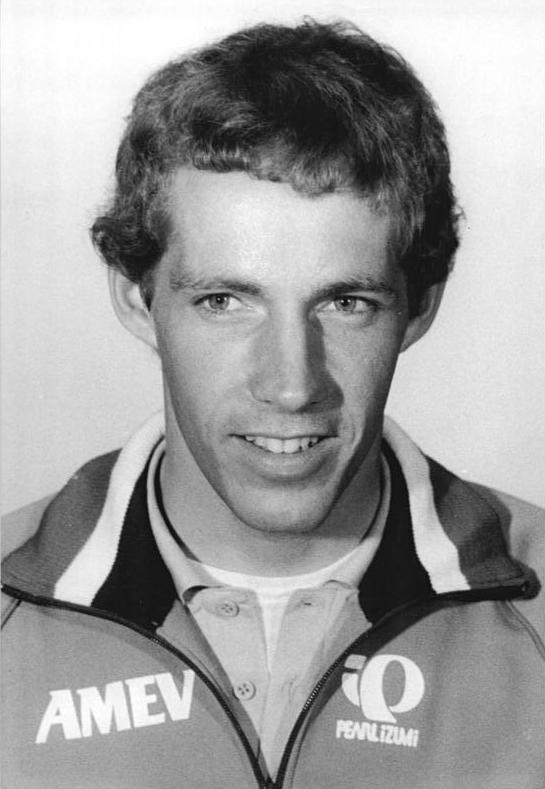
Johannes Draaijer.

Johannes Draaijer (Nijemirdum, Países Bajos; 8 de marzo de 1963-Hoeven, Países Bajos; 27 de febrero de 1990) fue un ciclista neerlandés, profesional entre los años 1988 y 1990, durante los cuales consigue 1 victoria.
Falleció en Hoeven tras sufrir un paro cardíaco. La autopsia practicada no arrojó ninguna respuesta sobre la naturaleza del fallo circulatorio, pero la viuda del ciclista declaró pocos días después a Der Spiegel que esperaba que la muerte de su marido sirviera como advertencia a otros deportistas sobre la ingesta de EPO, una nueva droga indetectable en los controles antidopaje. Draaijer fue un caso más de las 18 de muertes prematuras con síntomas cardíacos sin causa aparente que se produjeron entre 1988 y 1990, las cuales podrían relacionarse con la experimentación con EPO.

## Palmarés

### Amateur
1987
- 2 etapas de la Carrera de la Paz
- Campeón de Holanda de ruta

### Profesional
1989
- 1 etapa de la Vuelta a Murcia

### Resultados en Grandes Vueltas
|                 | 1989  |
| --------------- | ----- |
| Tour de Francia | 130.º |
| Giro de Italia  | -     |
| Vuelta a España | -     |

## Equipos
- PDM-Concorde (1988-1990)